# Argiope aurantia
Espèce
Synonymes
- Nephila vestita C. L. Koch, 1838
- Epeira cophinaria Walckenaer, 1841
- Epeira ambitoria Walckenaer, 1841
- Epeira riparia Hentz, 1847
- Epeira sutrix Hentz, 1847
- Argiope riparia multiconcha Treat, 1887
- Argiope personata O. Pickard-Cambridge, 1893
- Argiope godmani O. Pickard-Cambridge, 1898

Argiope aurantia est une espèce d'araignées aranéomorphes de la famille des Araneidae.

## Taxinomie
Le nom de l'espèce aurantia signifie de couleur or. Elle est connue en anglais sous le nom de yellow garden spider ou de writing spider.

## Distribution et habitat
Originaire d'Amérique, l' Argiope aurantia se trouve du sud du Canada, en Amérique du Nord, jusqu'au Costa Rica, en Amérique centrale et dans les Grandes Antilles (Bahamas, Cuba),. C'est la seule espèce du genre Argiope différente de l'Argiope trifasciata à être présente en Ontario, au Québec, au Nouveau-Brunswick et en Nouvelle-Écosse.
L'Argiope aurantia préfère davantage les milieux humides que sa cousine Argiope trifasciata. Elle tisse sa toile à l'abri du vent dans les hautes herbes où passe le soleil autour des tourbières et des marécages ou dans les jardins et auprès des maisons.

## Description
L'Argiope aurantia présente un dimorphisme sexuel important. Les mâles mesurent de 5,5 à 9,9 mm et les femelles de 15 à 32 mm.
Argiope aurantia est le plus souvent en position d'attente au centre de sa toile, les pattes groupées deux par deux, formant un X. Les huit pattes sont noires avec des sections jaunâtres et des sections orangées apparaissent près du corps et ce moins souvent sur les première et troisième paires de pattes. Le dos du céphalothorax est recouvert d'une carapace tapissée d'un court pelage gris argenté. L'abdomen est jaune et noir ; vu de dos, le centre est plutôt noir avec des taches jaunes disposées symétriquement par paires, alors que les côtés sont plutôt jaunes tigrés de noir. La partie ventrale de l'abdomen est noire tachetée de jaune.

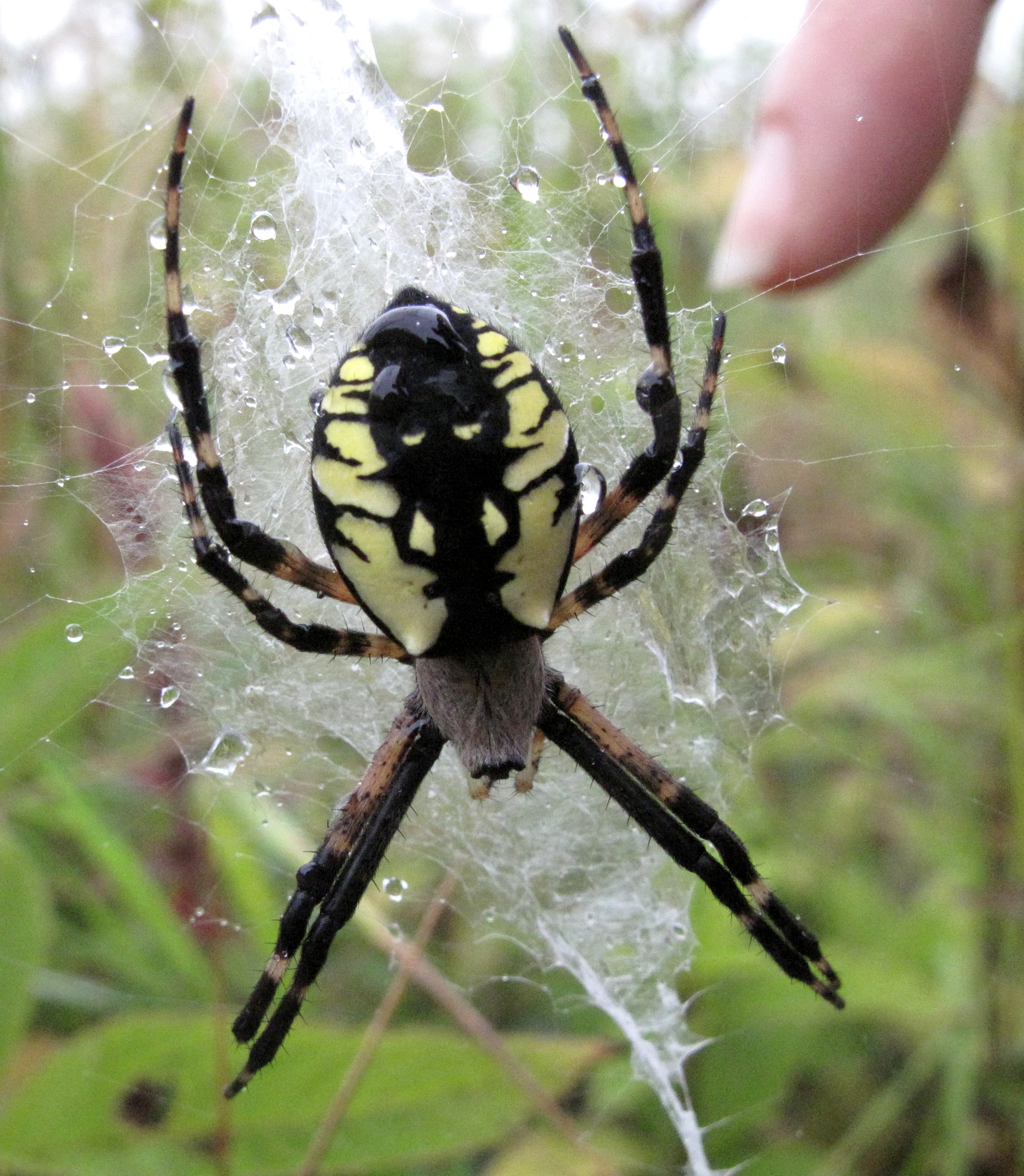
Femelle sur sa toile avec stabilimentum, tissée près d'un marais de quenouilles aux Îles-de-la-Madeleine.
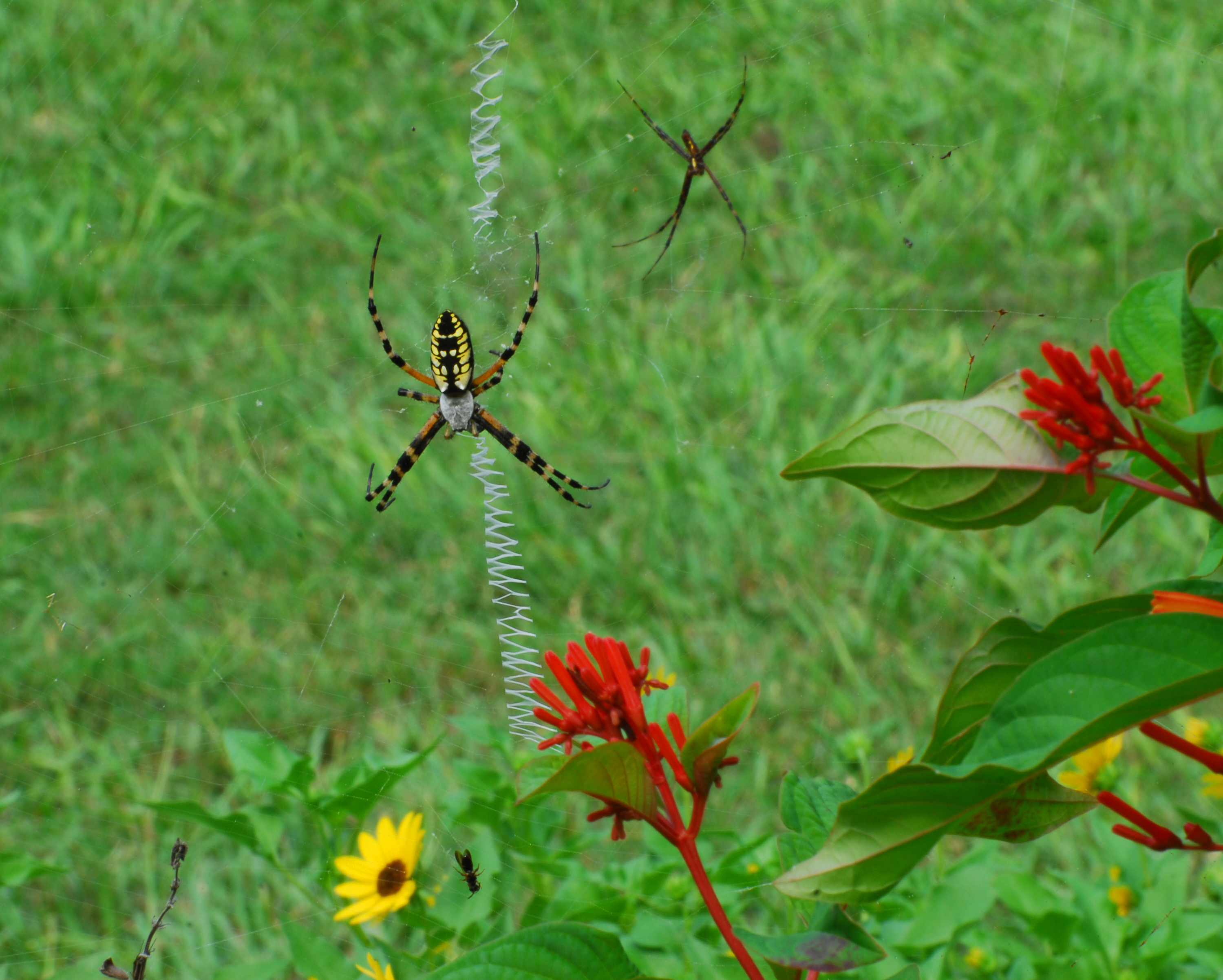
Femelle et mâle côte à côte, en Floride.
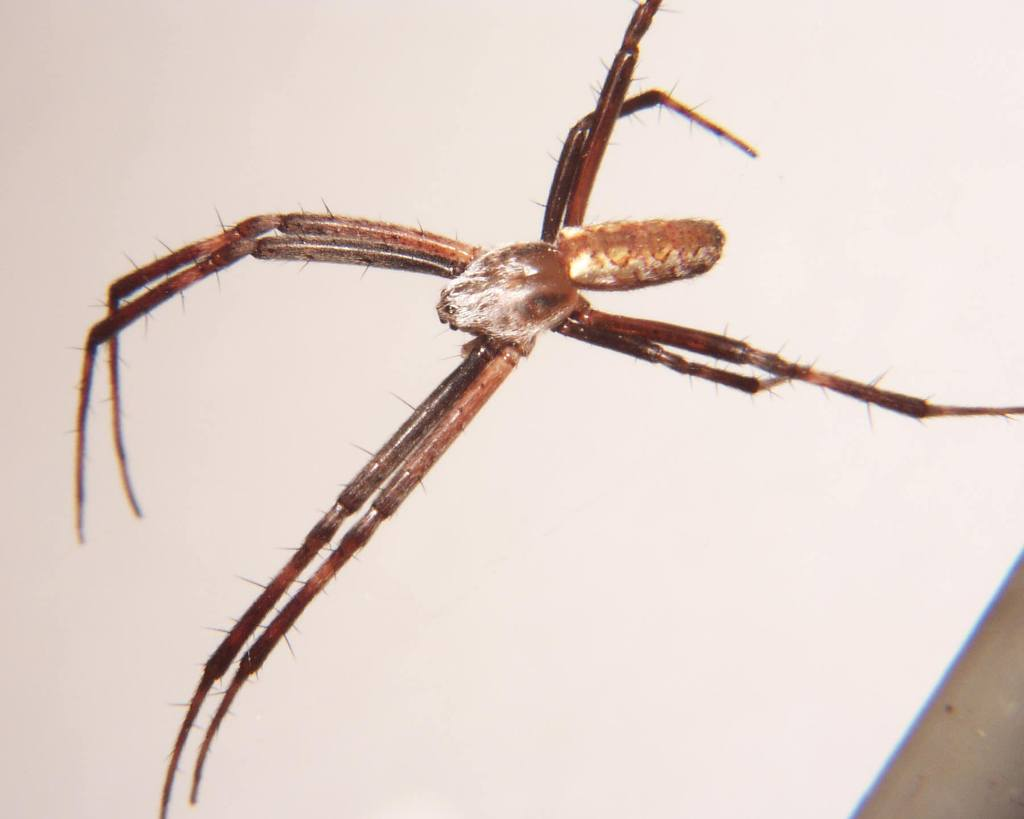
Mâle.
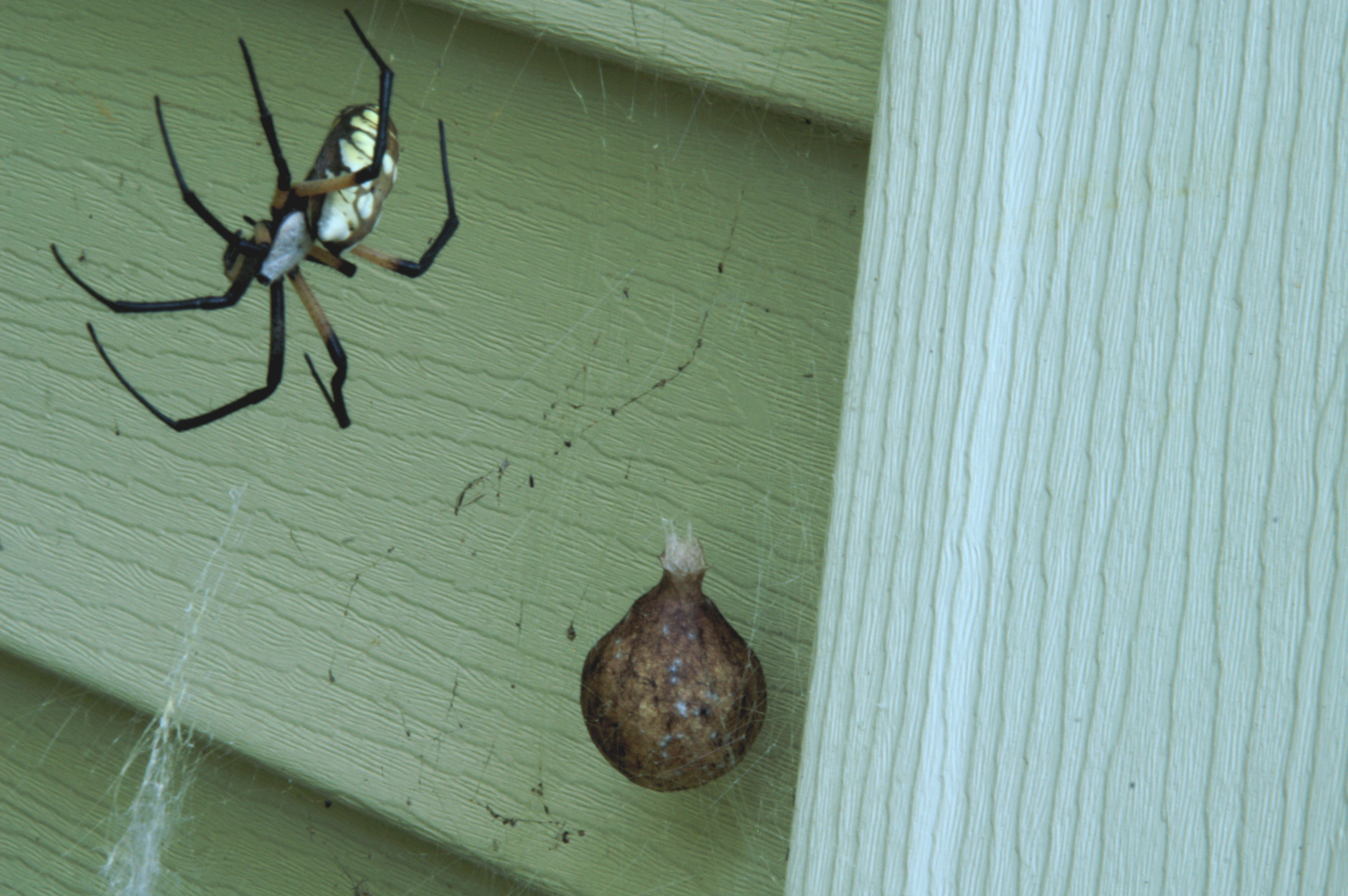
Femelle et son cocon.

## Reproduction
De la fin août à la fin septembre, Argiope aurantia femelle fabrique un ou plusieurs cocons. Le mâle tisse une petite toile non loin de celle de la femelle qu'il a choisie et attend que cette dernière soit réceptive à l’accouplement. Le mâle meurt après l'accouplement, alors que la femelle pourrait avoir recours à plusieurs mâles. La femelle commence ensuite par tisser une masse de soie dans laquelle elle posera ses œufs. Elle rajoute ensuite différents types de fils pour former, au bout de quelques heures, une boule en forme de poire presque sphérique, recouverte d’une espèce de papier brun lisse. Ce cocon, de 20 à 25 mm de diamètre, est attaché sur la toile ou non loin sur la végétation et protège du froid et des prédateurs quelques centaines d’œufs.
Durant l’hiver, les petits naissent bien développés, en perçant de leur dent d’éclosion leur coquille d’œuf, puis ils vivent dans le cocon jusqu’au printemps. Les petits sont des répliques miniatures des adultes, leur croissance se fera par mues successives.

## Alimentation

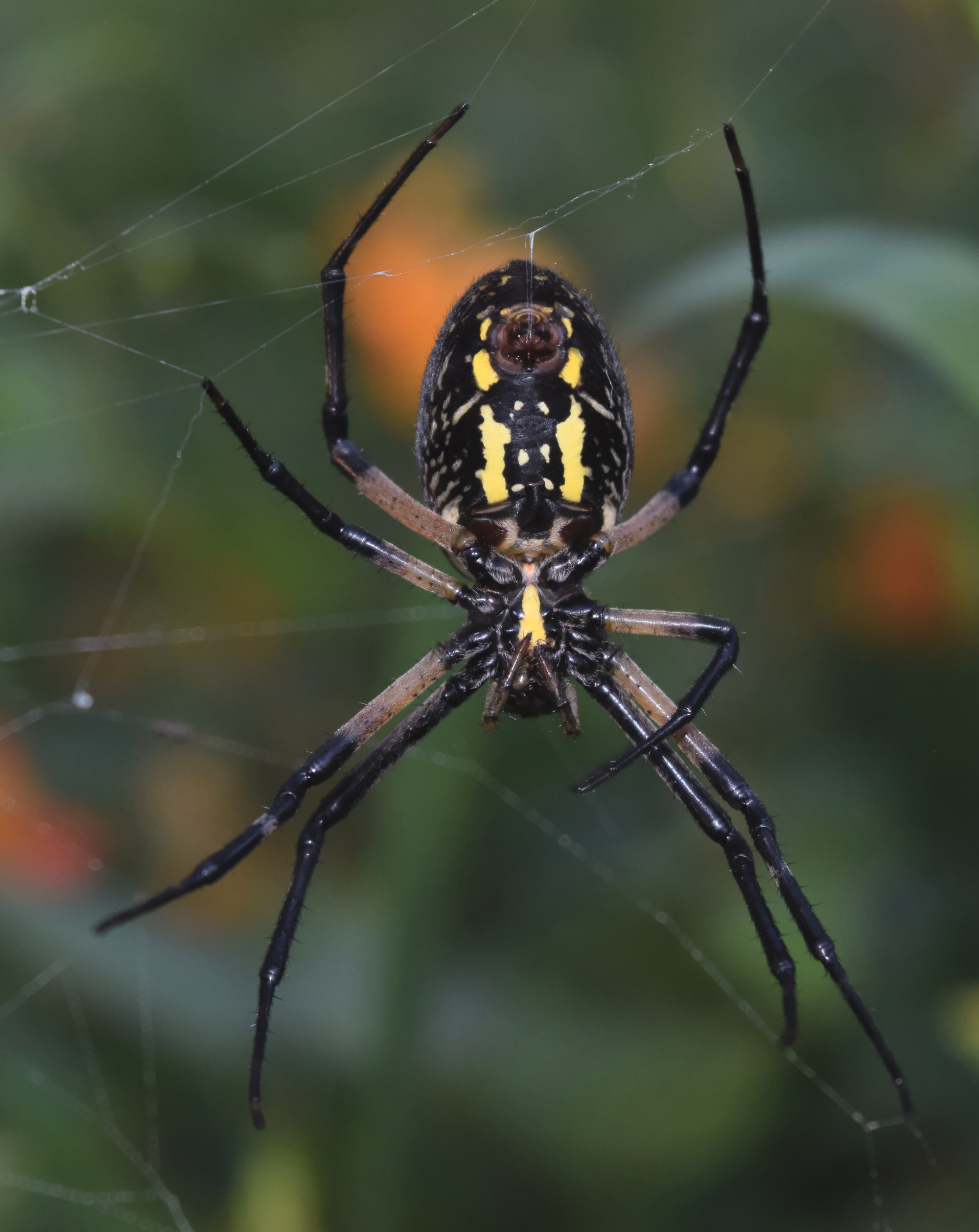
Une argiope aurantia femelle (en vue ventrale) construisant sa toile.

Argiope aurantia préfère davantage les milieux humides que sa cousine Argiope trifasciata. Elle tisse sa toile à l'abri du vent dans les hautes herbes où passe le soleil autour des tourbières et des marécages ou dans les jardins et auprès des maisons. Sa toile lui sert de refuge et de piège pour chasser.
De mai à septembre, Argiope aurantia tisse de grandes toiles pouvant atteindre, chez les femelles, 60 cm de diamètre pour la partie circulaire de la toile. Les mâles, plus petits, tissent aussi de plus petites toiles. Une toile est située à une hauteur variant entre 30 et 240 cm. À moins de ne plus subvenir à ses besoins, la femelle a tendance à rester toujours au même endroit et le mâle migre pour toujours trouver une femelle. Pour construire sa toile, Argiope aurantia commence par tracer des lignes radiales attachées à quatre ou cinq points d'ancrage, pouvant être distants d'un mètre, ces lignes radiales se joignant en un centre. Elle construit d'autres lignes radiales à l'aide d'un cadre, puis le remplit avec une spirale de soie collante. Elle tisse sa spirale en partant du centre en sens horaire. Ce faisant, elle rapproche légèrement les lignes radiales afin de donner à la toile une tension uniforme. Les espèces du genre Argiope ont cette caractéristique de munir leur toile d’une structure plus opaque, appelée stabilimentum. Le stabilimentum de l’Argiope aurantia est tissé en zigzag de haut en bas de la toile, avec parfois un renflement plus diffus au centre. Il pourrait servir autant à renforcer la toile qu’à prévenir les oiseaux d’un obstacle ou à attirer d’éventuelles proies.
La chasse consiste pour l'araignée à attendre au centre de sa toile, les pattes en croix et la tête en bas, jusqu'à ce qu'un insecte se prenne dans ses fils et stimule son sens du toucher. Elle remue alors sa toile pour enliser davantage l'insecte, puis le rejoint pour le mordre et le paralyser avec son venin. Elle peut ensuite l'envelopper de soie avec ses pattes arrière et éventuellement placer sa prise au centre de la toile afin de réparer le trou créé par la capture. Ce mouvement d'oscillation qu'elle donne à sa toile à partir du centre pourrait empêcher ses prédateurs, tel les guêpes et les oiseaux, de l'identifier comme une proie. Dans les cas d'urgence, elle se laisse tomber au sol. 
Tous les matins, Argiope aurantia se nourrit du centre circulaire de sa toile, chargé de quelques débris, et le reconstruit aussitôt. Au temps des amours, la femelle peut pratiquer le cannibalisme sexuel.

### Venin
Son venin contient de l'argiotoxine ArgTX-636. Son envenimation a été étudiée.